# 沖縄県道246号城辺下地線
沖縄県道246号城辺下地線（おきなわけんどう246ごう ぐすくべしもじせん）は沖縄県宮古島市城辺長間と下地与那覇とを結ぶ一般県道。

## 概要

### 区間
- 起点：宮古島市城辺字長間（沖縄県道83号保良西里線）
- 終点：宮古島市下地字与那覇（沖縄県道235号保良上地線）
- 総延長：11.87km（予定）
- 現在供用されている実延長：1.45km（2009年）

### 通過自治体
- 宮古島市（宮古島）

### 交差する道路
- 沖縄県道83号保良西里線（起点）
- 沖縄県道78号平良城辺線（宮古島市城辺長間）
- 沖縄県道201号友利線（宮古島市城辺下里添）
- 沖縄県道190号平良新里線（宮古島市上野野原）
- 沖縄県道202号宮国線（同）
- 国道390号（宮古島市下地洲鎌）
- 沖縄県道235号保良上地線（終点）

### 重複区間
- 国道390号（宮古島市下地洲鎌）

### 主要施設
- トロピカルフルーツパーク（宮古島市上野）
- 来間島（終点）
  - 来間大橋（全長1,690m・1995年（平成7年）開通・橋自体は市道でこの県道には含まれないが、もともと農道橋として開通し、農道橋としては日本一の長さだった）

## 歴史

### 旧城辺下地線
- 現在の路線が指定される前にも「城辺下地線」の路線名がアメリカ施政権下だった1953年（昭和28年）から本土復帰後の1975年（昭和50年）まで存在していた。
- 区間は城辺町福里（現宮古島市城辺福里） - 下地町上地（現宮古島市下地上地）で、1953年（昭和28年）に琉球政府道に指定され、1972年（昭和47年）の本土復帰でそのまま県道となった。なお県道当時の路線番号は不明。
- 1975年（昭和50年）に全線が国道390号に昇格したため廃止された。

### 新城辺下地線
- 現在の城辺下地線は1995年（平成7年）に県道（246号）として新たに指定され、1975年（昭和50年）に国道昇格で「城辺下地線」が廃止されて以来、20年ぶりにこの路線名が復活した。しかし旧城辺下地線とは宮古島市下地洲鎌（指定当時は下地町洲鎌）でわずかの距離が重複するだけでルートは全く別な地域を通ることになり、ほとんどが新設として整備することになったので現在も未整備な箇所がある。
- 全線完成すると宮古島の新たな横断道路となるとともに、終点の宮古島市下地与那覇でそのまま接続する来間島への観光アクセス道路となる。